# گورستان برآفتاب زیردو
قبرستان برآفتاب زیردو مربوط به دوره قاجار است و در شهرستان ممسنی، بخش رستم، دهستان رستم ۱، شرق روستای برآفتاب زیر ۲ واقع شده و این اثر در تاریخ ۲۶ اسفند ۱۳۸۶ با شمارهٔ ثبت ۲۱۸۸۳ به‌عنوان یکی از آثار ملی ایران به ثبت رسیده است.